# Річард Ганн
Річард Кеннет Ганн (англ. Richard Kenneth Gunn, 16 лютого 1871, Лондон — 23 червня 1961, Лондон) — британський боксер, чемпіон літніх Олімпійських ігор 1908.
На Іграх 1908 року в Лондоні Ганн змагався у ваговій категорії до 57,2 кг. Дійшовши фіналу, він зайняв перше місце і виграв золоту медаль.